# Verkehrsgesellschaft Idar-Oberstein
Die Verkehrsgesellschaft Idar-Oberstein GmbH (VIO GmbH) war der Betreiber des städtischen Omnibusverkehrs der großen kreisangehörigen Stadt Idar-Oberstein. Das Verkehrsunternehmen betrieb bis 31. Juli 2022 acht Linien und gehört zur Transdev Group in Deutschland.

## Linien
| Linie | Strecke                                                                                   | Takt                  |
| ----- | ----------------------------------------------------------------------------------------- | --------------------- |
| 301   | Bahnhof – Idar – Tiefenstein                                                              | 30/60 Minuten         |
| 302   | Bahnhof – Obere Lay – Idar                                                                | 30/60 Minuten         |
| 303   | Bahnhof – Algenrodt-Idar                                                                  | 60 Minuten            |
| 304   | Bahnhof – Göttschied                                                                      | 30/60 Minuten         |
| 305   | Bahnhof – Finsterheck/Hohl                                                                | 30/60 Minuten         |
| 306   | Bahnhof – Struth/Neuweg (– Friedhof Almerich)                                             | 30/60 Minuten         |
| 307   | Schulzentrum/Mikadohalle – Regulshausen (im Schülerverkehr nach Göttschied)               | einzelne Fahrten      |
| 309   | Bahnhof / Idar Marktplatz / Stadttheater / M+R-Buchhandel – Stadtgebiet (Anrufsammeltaxi) | einzelne Abendfahrten |

Der Nachfolger des Stadtbusses Idar-Oberstein sind die Nahverkehrsbetriebe Birkenfeld GmbH.